# Ulrike Bruns
Ulrike Bruns (República Democrática Alemana, 17 de noviembre de 1953), también llamada Ulrike Klapezynski, fue una atleta alemana, especializada en pruebas de medio fondo, como los 1500 m en la que llegó a ser medallista de bronce olímpica en Montreal 1976, o los 3000 m en la que fue medallista de bronce mundial en 1987.

## Carrera deportiva
En los JJ. OO. de Montreal 1976 ganó la medalla de bronce en los 1500 metros, tras la soviética Tatyana Kazankina y su compatriota la también alemana Gunhild Hoffmeister.
Y once años más tarde, en el Mundial de Roma 1987 ganó la medalla de bronce en los 3000 metros, con un tiempo de 8:40.30 segundos, llegando a meta tras la soviética Tetyana Samolenko y la rumana Maricica Puică.